# Championnat de RDA de football 1954-1955
Navigation
DDR-Oberliga
1953-1954 DDR-Oberliga
1955
La saison 1954-1955 du Championnat de RDA de football était la 8e édition du championnat de première division en RDA, la DDR-Oberliga. La 6e saison jouée sous forme d'une série unique qui regroupa dorénavant 14 clubs.
En fin de saison, les deux derniers du classement furent relégués et les deux premiers de DDR-Liga (la deuxième division est-allemande) furent promus.
Durant cette saison, un changement important intervint dans la structure sportive est-allemande. Le Deutscher Sportausschuß décida de créer des entités réservées à l'élite sportives: les Sportclubs (voir ci-dessous).
En fin de compétition, SC Turbine Erfurt (ex-BSG Turbine), conserva son titre de champion. Il termina avec un point d'avance sur le SC Wismut Karl-Marx-Stadt et 4 sur le SC Rotation Leipzig.

## DDR-Sportclubs
Le Deutscher Sportausschuß décida de créer des structures destinées aux élites sportives. Ces sections furent dénommées "Sportclubs" (SC). En matière de football, la majorité des équipes de la DDR-Oberliga quittèrent le giron des Betriebssportgemeinschaften (BSG) pour devenir des Sportclubs (SC).
En tant qu'entités financées par l'État, les Sportclubs devaient réunir et former, au sein des différents districts, l'élite sportive est-allemande. Pendant ce temps là, les Betriebsportgemeinschaft servaient en quelque sorte de "centres de recrutement" afin de fournir les meilleurs éléments aux Sportclubs.
Fort logiquement, dans les sports d'équipes, les SC eurent la prédominance sur les BSG. En 1954-1955, sur les 14 équipes d'Oberliga 10 furent des SC pour 4 BSG.

### Relocalisations
Plusieurs "déménagements" d'équipes furent planifiés. En novembre 1954, le BSG Empor Lauter quitta la Saxe, tout au Sud, pour Rostock tout au Nord, où il devint le SC Empor Rostock. Le SG Dynamo Dresden fut déménagé à Berlin-Est et y devint le SC Dynamo Berlin. La volonté des dirigeants politiques étaient claire: placer une équipe compétitive dans le Nord, à l'époque quasiment désert en termes d'équipe de haut niveau ainsi qu'une formation de point dans la capitale de la RDA.
Dans la région de l'Erzgebirge, près de la frontière tchécoslovaque étaient situées cinq équipes. Les Politiques planifièrent de transférer l'équipe du Wismut Aue vers Karl-Marx-Stadt. Mais cela souleva d'énormes contestation au sein de la population. Les ouvriers mineurs menacèrent d'entamer une grève ! Alors le SC Wismut Karl-Marx-Stadt resta localisé à Aue !
D'autres aménagements eurent lieu à Leipzig. Le football de la ville, qui avait déjà vu partir l'ancien Vorwärts vers Berlin-Est, fut réorganisé selon les envies des politiciens. Le 1er septembre 1954, les deux équipes de la ville présentes en Oberliga furent...dissoutes. Le BSG Einheit Ost Leipzig céda sa place au SC Rotation Leipzig alors que le BSG Chemie Leipzig  devint le SC Lokomotive Leipzig.
Note: Pour éviter toute confusion, sachez que plus tard d'autres changements interviendront le SC Lokomotive redeviendra "Chemie", le SC Rotation prendra le nom de... Lokomotive !

### Changements d'appellation
| BSG avant la saison      | SC après changements            |
| ------------------------ | ------------------------------- |
| BSG Turbine Erfurt       | SC Turbine Erfurt               |
| BSG Chemie Leipzig       | SC Lokomotive Leipzig           |
| SG Dynamo Dresden        | SC Dynamo Berlin                |
| BSG Wismut Aue           | SC Wismut Karl-Marx-Stadt       |
| BSG Aktivist Brieske-Ost | SC Aktivist Brieske-Senftenberg |
| BSG Rotation Dresden     | SC Einheit Dresden              |
| BSG Turbine Halle        | SC Chemie Halle-Leuna           |
| BSG Empor Lauter         | SC Empor Rostock                |
| BSG Einheit Ost Leipzig  | SC Rotation Leipzig             |

NOTE: De tous les changements énumérés ci-dessus, seul ceux concernant le BSG Turbine Halle donneront deux clubs totalement différents par la suitele: les actuels Turbine Halle et Hallescher FC.

## Les 14 clubs participants
| - ZSK Vorwärts Berlin – Promu de DDR-Liga - BSG Motor Zwickau - SC Aktivist Brieske-Senftenberg - SC Einheit Dresden - SC Lokomotive Leipzig - SC Rotation Leipzig - SC Wismut Karl-Marx-Stadt - BSG Fortschritt Meerane - BSG Rotation Babelsberg - SC Empor Rostock - SC Turbine Erfurt - SC Chemie Halle-Leuna - BSG Chemie Karl-Marx-Stadt – Promu de DDR-Liga - SC Dynamo Berlin |

## Compétition

### Classement
Le barème utilisé pour établir le classement est le suivant :
- Victoire : 2 points
- Match nul : 1 point
- Défaite, forfait ou abandon : 0 point

| Rang | Équipe                             | Pts | J  | G  | N  | P  | Bp | Bc | GA    |
| ---- | ---------------------------------- | --- | -- | -- | -- | -- | -- | -- | ----- |
| 1    | SC Turbine Erfurt (T)              | 34  | 26 | 13 | 8  | 5  | 58 | 25 | 2,320 |
| 2    | SC Wismut Karl-Marx-Stadt          | 33  | 26 | 13 | 7  | 6  | 62 | 38 | 1,632 |
| 3    | SC Rotation Leipzig                | 30  | 26 | 10 | 10 | 6  | 58 | 47 | 1,234 |
| 4    | SC Einheit Dresden                 | 29  | 26 | 13 | 3  | 10 | 64 | 55 | 1,164 |
| 5    | BSG Motor Zwickau                  | 28  | 26 | 13 | 2  | 11 | 51 | 49 | 1,041 |
| 6    | SC Aktivist Brieske-Senftenberg    | 27  | 26 | 11 | 5  | 10 | 37 | 44 | 0,841 |
| 7    | SC Dynamo Berlin                   | 26  | 26 | 12 | 2  | 12 | 50 | 49 | 1,020 |
| 8    | ASK Vorwärts Berlin (P)            | 26  | 26 | 10 | 6  | 10 | 43 | 46 | 0,935 |
| 9    | SC Empor Rostock                   | 26  | 26 | 12 | 2  | 12 | 29 | 33 | 0,879 |
| 10   | BSG Chemie Karl-Marx-Stadt (C) (P) | 25  | 26 | 8  | 9  | 9  | 34 | 43 | 0,791 |
| 11   | SC Lokomotive Leipzig              | 24  | 26 | 9  | 6  | 11 | 32 | 38 | 0,842 |
| 12   | BSG Rotation Babelsberg            | 23  | 26 | 10 | 3  | 13 | 36 | 36 | 1,000 |
| 13   | SC Chemie Halle-Leuna              | 20  | 26 | 8  | 4  | 14 | 28 | 52 | 0,538 |
| 14   | BSG Fortschritt Meerane            | 13  | 26 | 5  | 3  | 18 | 31 | 58 | 0,534 |

|  | Champion de RDA 1954-1955                                                  |
|  | Relégation directe en DDR-Liga                                             |
|  | (T) Tenant du titre (C) Vainqueur de la Coupe de RDA (P) Promu de DDR-Liga |

### Matchs
| Résultats (▼dom., ►ext.)        | Erf | WiK | RoL | EDr | Zwi | ABS | DyB | VoB | EmR | ChK | SCL | Bab | Hal | Mee |
| SC Turbine Erfurt               |     | 1-1 | 0-0 | 1-0 | 1-2 | 0-2 | 5-2 | 3-2 | 4-0 | 5-0 | 2-0 | 3-0 | 3-0 | 5-0 |
| SC Wismut Karl-Marx-Stadt       | 2-2 |     | 4-3 | 6-3 | 5-2 | 3-1 | 1-0 | 3-0 | 5-0 | 2-0 | 5-0 | 3-0 | 3-0 | 2-1 |
| SC Rotation Leipzig             | 1-1 | 2-2 |     | 2-2 | 1-0 | 4-3 | 5-1 | 1-1 | 6-2 | 6-2 | 0-2 | 4-2 | 4-1 | 3-2 |
| SC Einheit Dresden              | 4-4 | 3-1 | 8-1 |     | 7-2 | 2-0 | 1-2 | 3-2 | 2-1 | 1-0 | 4-2 | 1-0 | 3-2 | 2-1 |
| BSG Motor Zwickau               | 0-2 | 5-3 | 5-3 | 4-1 |     | 3-0 | 0-2 | 1-5 | 2-1 | 3-1 | 0-0 | 1-0 | 3-1 | 1-1 |
| SC Aktivist Brieske-Senftenberg | 0-0 | 1-1 | 0-4 | 4-1 | 3-0 |     | 2-6 | 2-0 | 1-0 | 0-0 | 1-2 | 1-0 | 4-2 | 3-1 |
| SC Dynamo Berlin                | 2-0 | 0-0 | 1-1 | 2-4 | 1-5 | 4-0 |     | 4-0 | 2-0 | 0-3 | 6-3 | 0-3 | 3-2 | 2-1 |
| ASK Vorwärts Berlin             | 2-5 | 3-2 | 0-3 | 3-1 | 1-0 | 2-2 | 1-3 |     | 2-1 | 2-2 | 1-1 | 1-0 | 3-1 | 6-3 |
| SC Empor Rostock                | 2-1 | 1-0 | 2-0 | 1-0 | 3-0 | 2-0 | 1-0 | 1-1 |     | 0-0 | 2-1 | 1-0 | 3-0 | 3-0 |
| BSG Chemie Karl-Marx-Stadt      | 0-2 | 1-1 | 1-1 | 4-3 | 2-4 | 1-1 | 1-3 | 0-0 | 2-0 |     | 2-1 | 3-2 | 0-1 | 2-1 |
| SC Lokomotive Leipzig           | 1-1 | 3-3 | 1-1 | 0-1 | 1-0 | 4-1 | 3-2 | 0-2 | 1-0 | 0-2 |     | 0-1 | 0-0 | 2-0 |
| BSG Rotation Babelsberg         | 0-0 | 3-1 | 1-1 | 4-2 | 0-2 | 1-2 | 4-1 | 1-0 | 2-1 | 1-2 | 0-2 |     | 6-1 | 2-1 |
| SC Chemie Halle-Leuna           | 2-1 | 2-1 | 2-0 | 2-2 | 0-5 | 0-1 | 2-1 | 2-1 | 0-1 | 1-1 | 1-0 | 1-1 |     | 0-1 |
| BSG Fortschritt Meerane         | 0-6 | 1-2 | 1-1 | 4-3 | 4-1 | 1-2 | 1-0 | 1-2 | 1-0 | 2-2 | 0-2 | 1-2 | 1-2 |     |

## Tour final pour la montée
À partir de cette saison, la DDR-Liga se joua avec trois séries distinctes. Les trois champions disputèrent un tour final pour désigner les deux montants. Deux des fondateurs de la DDR-Oberliga, relégués à la fin de la saison précédente y participèrent: Lokomotive Stendal et Motor Dessau en compagnie du Fortschritt Weißenfels, une équipe qui n'avait pas encore joué dans la plus haute division. Le tour final se joua par matches aller-/retour. Weißenfels et Stendal décrochèrent leur place à l'étage supérieur.
| Rang | Équipe                     | Pts | J | G | N | P | Bp | Bc | Diff |
| ---- | -------------------------- | --- | - | - | - | - | -- | -- | ---- |
| 1    | BSG Fortschritt Weißenfels | 7   | 4 | 3 | 1 | 0 | 10 | 6  | +4   |
| 2    | BSG Lokomotive Stendal R   | 3   | 4 | 1 | 1 | 2 | 5  | 5  | 0    |
| 3    | BSG Motor Dessau R         | 2   | 4 | 0 | 2 | 2 | 5  | 9  | -4   |

|  | Promotion en DDR-Oberliga 1955        |
|  | Qualification en I. DDR-Liga 1955     |
|  | R : Relégué de DDR-Oberliga 1953-1954 |

| Résultats (▼dom., ►ext.)                                   | FoW | LoS | MoD |
| BSG Fortschritt Weißenfels                                 |     | 2-1 | 2-0 |
| BSG Lokomotive Stendal                                     | 1-2 |     | 2-0 |
| BSG Motor Dessau                                           | 4-4 | 1-1 |     |
| - Victoire à domicile - Match nul - Victoire à l'extérieur |     |     |     |

## Statistiques

### Effectif de l'équipe championne 1954-1955
| SC Turbine Erfurt |
| Rolf Jahn (GK, 24/-) Wilhelm Hoffmeyer (23/-), Helmut Nordhaus (26/3), Gerhard Franke (24/3) Georg Rosbigalle (26/7), Jochen Müller (25/-) Lothar Weise (25/7), Heinz Hammer (19/1), Siegfried Vollrath (20/16), Rudolf Hermsdorf (24/3), Konrad Wallroth (25/13) Entraîneur: Hans Carl. |
| et aussi: Manfred Schuster (GK, 1/-), Jupp Simon (1/-); Karl-Heinz Löffler (14/-), Karl Meyer (9/1), Günter Konzack (6/2), Erwin Schymik (6/1), Günter Niewand (3/1), Erich Martin (2/1)                                                                                                 |

### Meilleurs buteurs 1954-1955
614 buts furent inscrits, soit 3,37 buts par match. Les rencontres les plus riches en buts furent Einheit Dresden-Rotation Leipzig (8-1) lors de la 16e journée ; Vorwärts Berlin-Fortschritt Meerane(6-3) pendant la 19e journée ; Einheit Dresden-Motor Zwickau (7-2) pendant la 20e journée et Dynamo Berlin-Lokomotive Leipzig (6-3) de la 22e journée
|    | Joueurs            | Clubs                     | Buts |
| -- | ------------------ | ------------------------- | ---- |
| 1. | Willy Tröger       | SC Wismut Karl-Marx-Stadt | 22   |
| 2. | Harry Arlt         | SC Einheit Dresden        | 17   |
| 3. | Heinz Satrapa      | SC Wismut Karl-Marx-Stadt | 16   |
| 3. | Siegfried Vollrath | SC Turbine Erfurt         | 16   |
| 5. | Erhard Meinhold    | BSG Motor Zwickau         | 14   |

### Spectateurs
2 524 500 spectateurs assistèrent aux 182 rencontres, soit une moyenne de 13 871 personnes par match. Avec 50 000 spectateurs, le "derby" de Leipzig entre le SC Lokomotive et SC Rotation de la 23e journée fut la partie avec la plus grande assistance.

## Bilan de la saison
| Championnat de RDA de football 1954-1955 |                               |
| Champion                                 | SC Turbine Erfurt (1er titre) |
| Coupes et trophées                       |                               |
| Vainqueur de la Coupe de RDA 1954-1955   | SC Wismut Karl-Marx-Stadt     |
| Promotions et relégations                |                               |
| Promus en DDR-Oberliga                   | BSG Lokomotive Stendal        |
| Promus en DDR-Oberliga                   | BSG Fortschritt Weißenfels    |
| Relégués en DDR-Liga                     | SC Chemie Halle-Leuna         |
| Relégués en DDR-Liga                     | BSG Fortschritt Meerane       |